# Solms-laubachia flabellata
Solms-laubachia flabellata là một loài thực vật có hoa trong họ Cải. Loài này được (Regel) J.P.Yue, Al-Shehbaz & H. Sun mô tả khoa học đầu tiên năm 2008.